# Eurytoma galeati
Eurytoma galeati är en stekelart som beskrevs av Girault 1916. Eurytoma galeati ingår i släktet Eurytoma och familjen kragglanssteklar. Inga underarter finns listade i Catalogue of Life.